# Bükkfej
A Bükkfej (románul Dealul Crucii vagy Muntele Bucfei) a Baróti-hegység elkülönülő északnyugati csoportjának a legmagasabb pontja Romániában, Erdélyben. Kovászna megyében található, Baróttól délre.